# Tiny (linguaggio)
Il Tiny (o TINY) è un linguaggio di programmazione utilizzato da Kenneth C. Louden nel libro Compiler Construction: Principles and Practice. Il linguaggio permette di effettuare semplici operazioni aritmetiche tra interi. Include inoltre gli operatori di confronto minore ed uguale.

## Sintassi
Nel Tiny gli identificatori delle variabili devono iniziare con una lettera.
Le parole riservate del Tiny sono:

if then else end repeat until read write
.
I commenti sono delimitati da graffe ({ }) e non possono essere annidati.

## Grammatica
La grammatica che descrive il linguaggio Tiny è la seguente (espressa in Backus-Naur Form):
```
<
program
>
 
::=
 
<
stmt-sequence
>

<
stmt-sequence
>
 
::=
 
<
stmt-sequence
>
 ";" 
<
statement
>
 | 
<
statement
>

<
statement
>
 
::=
 
<
if-stmt
>
 | 
<
repeat-stmt
>
 | 
<
assign-stmt
>
 | 
<
read-stmt
>
 | 
<
write-stmt
>

<
if-stmt
>
 
::=
 "if" 
<
expr
>
 "then" 
<
stmt-sequence
>
 "end" |
"if" 
<
expr
>
 "then" 
<
stmt-sequence
>
 "else" 
<
stmt-sequence
>
 "end"

<
repeat-stmt
>
 
::=
 "repeat" 
<
stmt-sequence
>
 "until" 
<
expr
>

<
assing-stmt
>
 
::=
 "identificatore" ":=" 
<
expr
>

<
read-stmt
>
 
::=
 "read" "identificatore"

<
write-stmt
>
 
::=
 "write" 
<
expr
>

<
expr
>
 
::=
 
<
simple-expr
>
 
<
comp-oper
>
 
<
simple-expr
>
 | 
<
simple-expr
>

<
comp
>
 
::=
 "<" | "="

<
simple-expr
>
 
::=
 
<
simple-expr
>
 
<
add-oper
>
 
<
term
>
 | 
<
term
>

<
add-oper
>
 
::=
 "+" | "-"

<
term
>
 
::=
 
<
term
>
 
<
mul-oper
>
 
<
factor
>
 | 
<
factor
>

<
mul-oper
>
 
::=
 "*" | "/"

<
factor
>
 
::=
 "(" 
<
expr
>
 ")" | "numero" | "identificatore"

```